# World Golf Village
World Golf Village es un lugar designado por el censo ubicado en el condado de San Juan en el estado estadounidense de Florida. En el Censo de 2010 tenía una población de 12.310 habitantes y una densidad poblacional de 174,47 personas por km².

## Geografía
World Golf Village se encuentra ubicado en las coordenadas 29°58′10″N 81°29′15″O / 29.96944, -81.48750. Según la Oficina del Censo de los Estados Unidos, World Golf Village tiene una superficie total de 70.56 km², de la cual 69.56 km² corresponden a tierra firme y (1.41%) 0.99 km² es agua.

## Demografía
Según el censo de 2010, había 12.310 personas residiendo en World Golf Village. La densidad de población era de 174,47 hab./km². De los 12.310 habitantes, World Golf Village estaba compuesto por el 88.87% blancos, el 4.02% eran afroamericanos, el 0.24% eran amerindios, el 3.39% eran asiáticos, el 0.1% eran isleños del Pacífico, el 1.49% eran de otras razas y el 1.89% pertenecían a dos o más razas. Del total de la población el 7.6% eran hispanos o latinos de cualquier raza.